# Grandifoxus robusta
Grandifoxus robusta är en kräftdjursart som beskrevs av Gurjanova 1938. Grandifoxus robusta ingår i släktet Grandifoxus och familjen Phoxocephalidae. Inga underarter finns listade i Catalogue of Life.